# Hoengseong
Quận Hoengseong (Hán Việt: Hoành Thành) là một quận ở đạo (tỉnh) Gangwon, Hàn Quốc. Huyện này có diện tích 997,82 km², dân số năm 2001 là 47362 người. Dân tộc sử quan cao đẳng học hiệu, nằm ở quận này.